# Kōsei Wakimoto
Kōsei Wakimoto (japanisch 脇本 晃成 Wakimoto Kōsei; * 8. Januar 1994 in Hiroshima) ist ein japanischer Fußballspieler.

## Karriere
Wakimoto erlernte das Fußballspielen in der Jugendmannschaft von Sanfrecce Hiroshima und der Universitätsmannschaft der Gakugei-Universität Tokio. Seinen ersten Vertrag unterschrieb er 2016 bei Kataller Toyama. Der Verein spielte in der dritten japanischen Liga, der J3 League. Für Toyama absolvierte er 84 Ligaspiele. 2020 wechselte er zum Ligakonkurrenten Iwate Grulla Morioka nach Morioka. Ende der Saison 2021 feierte er mit Iwate die Vizemeisterschaft und den Aufstieg in die zweite Liga. Nach nur einer Saison in der zweiten Liga musste er mit dem Verein am Ende der Spielzeit als Tabellenletzter wieder in die dritte Liga absteigen. Nach dem Abstieg verließ er den Verein und schloss sich zu Beginn der Saison 2023 dem Drittligisten Kataller Toyama an.  Am Ende Saison 2024 belegte er mit dem Verein den dritten Platz und qualifizierte sich für die Aufstiegsspiele. Hier spielte man im Finale gegen Matsumoto Yamaga 2:2-Unentschieden. Da Katallar in der regulären Spielzeit den dritten Platz belegte, stieg man in die zweite Liga auf. Nach zweit Spielzeiten, in denen er 35 Ligaspiele bestritt, wechselte er im Januar 2025 zum Fünftligisten Beluga Rosso Iwami. Mit dem Verein spielt er in der Chugoku Soccer League.

## Erfolge
Iwate Grulla Morioka
- Japanischer Drittligavizemeister: 2021  ▲